# The Asphalt Jungle
The Asphalt Jungle (bra: O Segredo das Joias; prt: Quando a Cidade Dorme) é um filme norte-americano de 1950, do gênero noir, lançado pela Loew's Inc., dirigido por John Huston. Ele é amplamente considerado pelos críticos de cinema como um dos melhores filmes do diretor. Quando foi lançado recebeu críticas em sua maioria favoráveis, com especial louvor dado a direção de Huston e as performances dos atores principais. O filme foi indicado a quatro Oscars.
É estrelado por Sterling Hayden, Jean Hagen, Sam Jaffe, Louis Calhern, James Whitmore, e, em um papel menor mas fundamental, Marilyn Monroe, uma desconhecida na época, que foi fotografada mas não mencionada nos pôsters. O roteiro, escrito por Ben Maddow e John Huston, é baseado no romance de mesmo nome de W.R. Burnett, e conta a história de um grupo de homens planejando e executando um roubo de jóias.
Em 2008, The Asphalt Jungle foi selecionado para preservação no National Film Registry dos Estados Unidos pela Biblioteca do Congresso como sendo "culturalmente, historicamente, ou esteticamente significante."

## Enredo
Quando o mestre do crime Erwin "Doc" Riedenschneider (Sam Jaffe) é solto da prisão depois de sete anos, ele imediatamente vai para ver um apostador chamado Cobby (Marc Lawrence), em uma cidade sem nome do Centro-Oeste, o qual organiza uma reunião com Alonzo Emmerich (Louis Calhern), um advogado de alto nível. Emmerich escuta com interesse ao plano de Doc para roubar jóias no valor de um milhão de dólares ou mais. Doc precisa de US $50.000 para contratar três homens—um "arrombador de cofre", um motorista e um "capanga"—para ajudá-lo a por o plano em prática. Emmerich concorda em fornecer o dinheiro, então sugere que ele (e não um ou mais contrabandistas) assuma a responsabilidade de esconder o contrabando.
Doc primeiro contrata Louie Ciavelli (Anthony Caruso), um arrombador profissional. Ciavelli só confia em Gus Minissi (James Whitmore), um corcunda proprietário de uma lanchonete, como motorista de fuga. O último membro da quadrilha é Dix Handley (Sterling Hayden), amigo de Gus. Dix explica o seu objetivo final a Doll Conovan (Jean Hagen), que está apaixonada por ele. Seu sonho é comprar de volta a fazenda de cavalos que seu pai perdeu durante a Grande Depressão. Dix, no entanto, só continua perdendo seus ganhos ilícitos apostando em cavalos via Cobby. Este trabalho lhe pagaria a quantia que ele precisa.
Durante o crime meticulosamente planejado (uma seqüência de 11 minutos no filme), os criminosos realizam o seu trabalho de uma forma calma, profissional. Ciavelli martela uma parede de tijolos para entrar na joalheria, desativa um alarme de porta e permite a entrada de Doc e Dix, em seguida, abre o cofre principal em minutos, utilizando um explosivo líquido ("a sopa"). Infelizmente, a explosão de alguma forma dispara os alarmes das empresas nas proximidades e leva a polícia ao local do crime mais rápido do que o esperado. Na saída, Dix tem de nocautear um guarda de segurança que vinha chegando, o qual deixa cair sua arma, que dispara e fere Ciavelli na barriga. Os homens fogem sem ser visto, mas uma caçada policial logo começa.
Ciavelli insiste em ser levado para casa por Gus. Dix e Doc levam o contrabando para Emmerich, que confessa que ele precisa de mais algum tempo para levantar o dinheiro que eles esperavam. Na realidade, ele está quebrado. Ele tinha enviado um detetive particular chamado Bob Brannom (Brad Dexter) para recolher quantias devidas a ele, mas Brannom voltou apenas com desculpas. Emmerich então planeja enganar os outros com a ajuda de Brannom (por metade do lucro). Emmerich sugere a Doc que ele deixe as jóias com ele, mas Doc e Dix acham isso suspeito. Brannom então saca sua arma. Dix consegue matar Brannom, mas não sem ele próprio ser ferido. Dix quer atirar em Emmerich também, mas Doc convence-o a não fazê-lo. Doc diz ao advogado para entrar em contato com a companhia de seguros e oferecer para devolver os objetos por 25% do seu valor.
Emmerich esconde o corpo de Brannom, mas a polícia encontra o corpo, juntamente com a lista de pessoas que devem dinheiro a Emmerich, e o interroga. Ele mente sobre o seu paradeiro, e depois que eles saem, apressadamente liga para Angela Phinlay, sua bela e jovem amante, para bolar um álibi.
Sob crescente pressão do comissário de polícia Hardy (John McIntire), um tenente de polícia chamado Ditrich (Barry Kelley) (que já havia protegido Cobby por dinheiro) força o apostador a confessar tudo em uma vã tentativa de salvar a si mesmo (ele mais tarde é preso por corrupção).
Com a confissão, Hardy pessoalmente prende Emmerich, que acaba cometendo suicídio. Gus é logo pego, mas quando a polícia arromba a porta de Ciavelli, eles descobrem ter interrompido seu funeral.
Isso deixa apenas Doc e Dix, que se separam. Doc pede a um motorista de táxi para levá-lo para Cleveland, mas é visto em uma lanchonete por dois policiais. Ele não oferece resistência. Doll consegue um carro para Dix, então insiste em ir junto com ele. Quando ele desmaia pela perda de sangue, Doll leva-o a um médico, que liga para a polícia para relatar o ferimento a bala. Dix recobra a consciência e foge antes que eles cheguem. Com Doll, ele faz todo o caminho de volta para sua amada fazenda de cavalos no Kentucky. Ele cambaleia pelo pasto e morre.

## Elenco
| - Sterling Hayden como Dix Handley - Louis Calhern como Alonzo D. Emmerich - Jean Hagen como Doll Conovan - James Whitmore como Gus Minissi - Sam Jaffe como "Doc" Erwin Riedenschneider - John McIntire como Comissário de polícia Hardy - Marc Lawrence como Cobby - Barry Kelley como Tenente Ditrich - Anthony Caruso como Louis Ciavelli | - Teresa Celli como Maria Ciavelli, esposa de Louis - Marilyn Monroe como Angela Phinlay - William "Wee Willie" Davis como Timmons - Dorothy Tree como May Emmerich, doente esposa de Alonzo Emmerich - Brad Dexter como Bob Brannom - John Maxwell como Dr. Swanson - Frank Cady como Atendente da noite |

## Antecedentes e produção
O filme foi uma adaptação do diretor John Huston e do roteirista Ben Maddow do romance de 1949 escrito por W. R. Burnett, e foi apoiado pelo grande estúdio de cinema Metro-Goldwyn-Mayer, que deu à produção uma relativa liberdade.
Ambos Huston e a estrela e herói de guerra Sterling Hayden eram membros do Comitê da Primeira Emenda, que se opunha à lista negra de supostos comunistas ativos na indústria cinematográfica durante o Red Scare.
As principais preocupações da PCA (Admistração do Código de Produção) com o script eram a representação detalhada do assalto e o fato do personagem do contrabandista Emmerich parecer escapar da justiça se matando. Porém, nem o estúdio nem os censores interferiram significativamente no script, e tanto o assalto quanto o suicídio foram incluídos na versão final.

## Recepção

### Bilheteria
De acordo com os registros da MGM, o filme custou US $1,232,000, e arrecadou US $1,077,000 nos EUA e Canadá e US $1,060,000 no exterior, resultando em um lucro de apenas US $905,000.

### Crítica
Quando o filme primeiro estreou, a equipe da revista Variety gostou do filme, e escreveu: "The Asphalt Jungle é um estudo de crime, contundente em sua exposição do submundo. Um realismo irônico é buscado e alcançado na redação, produção e direção. O público facilmente torcerá pelos bandidos em sua execução do roubo de jóias de milhões de dólares ao redor do qual a trama é construída."
Bosley Crowther, o crítico de filme do jornal The New York Times, também gostou do filme, mas com algumas ressalvas, escrevendo: "Este filme, derivado por Ben Maddow e John Huston do livro do Sr. Burnett e dirigido pelo Sr. Huston em um estilo brilhantemente naturalista, dá uma imagem tão eletrizante de todo o círculo vicioso de um crime... que parece difícil apontar algum item repulsivo. Contudo, este é nosso inevitável julgamento deste filme, agora na tela do Capitólio... Mas, nessa  escassa questão, temos que dar parabéns aos homens, particularmente ao Sr. Huston: eles fizeram um ótimo trabalho! Desde a primeira cena, em que a câmera pega um bandido vagando, deslizando entre edifícios para evitar um carro da polícia numa cinzenta e húmida madrugada, há uma cruel autoridade neste quadro, a dureza e clareza do aço, e uma sugestão sutil extraordinária que transmite todo um envolvimento da personalidade distorcida e crime inveterado.
O roteirista David M. Meyer observou, "O roubo está entre os assaltos mais bem encenados do gênero noir. O tratamento visual simples, os movimentos precisos dos atores, e a ausência de música na trilha sonora elevam a tensão a um ponto de ebulição."
No site agregador de críticas Rotten Tomatoes, 98% das 40 resenhas dos críticos são positivas.
O Metacritic, que usa uma média ponderada, atribuiu ao filme uma pontuação de 85 em 100, baseado em 15 críticos, indicando "aclamação universal".

## Principais prêmios e indicações
| Ano  | Premiação                                   | Categoria                                                                               | Indicado(s)                | Resultado |
| ---- | ------------------------------------------- | --------------------------------------------------------------------------------------- | -------------------------- | --------- |
| 1950 | Festival de Veneza                          | Volpi Cup de Melhor Ator                                                                | Sam Jaffe                  | Venceu    |
| 1950 | Festival de Veneza                          | Leão de Ouro de Melhor Filme                                                            | The Asphalt Jungle         | Indicado  |
| 1950 | National Board of Review                    | Melhor Diretor                                                                          | John Huston                | Venceu    |
| 1950 | Directors Guild of America Award            | Outstanding Directorial Achievement in Motion Pictures                                  | John Huston                | Indicado  |
| 1951 | Edgar Allan Poe Awards                      | Melhor Roteiro Cinematográfico                                                          | Ben Maddow and John Huston | Venceu    |
| 1951 | Oscar                                       | Melhor Ator Coadjuvante                                                                 | Sam Jaffe                  | Indicado  |
| 1951 | Oscar                                       | Melhor Fotografia (Preto e Branco)                                                      | Harold Rosson              | Indicado  |
| 1951 | Oscar                                       | Melhor Diretor                                                                          | John Huston                | Indicado  |
| 1951 | Oscar                                       | Melhor Roteiro Adaptado                                                                 | Ben Maddow and John Huston | Indicado  |
| 1951 | British Academy of Film and Television Arts | Melhor Filme de Qualquer Mídia                                                          | The Asphalt Jungle         | Indicado  |
| 1951 | Globo de Ouro                               | Melhor Fotografia                                                                       | Harold Rosson              | Indicado  |
| 1951 | Globo de Ouro                               | Melhor Diretor                                                                          | John Huston                | Indicado  |
| 1951 | Globo de Ouro                               | Melhor Roteiro                                                                          | Ben Maddow and John Huston | Indicado  |
| 1951 | Writers Guild of America Award              | Melhor Drama Escrito                                                                    | Ben Maddow and John Huston | Indicado  |
| 1951 | Writers Guild of America Award              | Prêmio Robert Meltzer (Roteiro que Lida Principalmente com Problemas da Cena Americana) | Ben Maddow and John Huston | Indicado  |

## Legado
The Asphalt Jungle foi um dos filmes de crime mais influentes dos anos 1950.
O filme gerou uma série de televisão, The Asphalt Jungle, estrelado por Jack Warden, Arch Johnson, e William Smith (anunciado como "Bill Smith"), que foi ao ar por treze episódios no verão de 1961 na rede de TV ABC. A série, no entanto, se assemelheva ao filme apenas no nome, com exceção de um episódio, "O Professor", que foi construído como uma sequência do filme. Além desta única vez, no entanto, nenhum dos personagens do filme apareceu nos roteiros para a televisão, e as tramas foram dedicadas às façanhas do esquadrão de ações táticas do Departamento de Polícia de Los Angeles. Um dos elementos mais notáveis da série é a canção tema escritz por Duke Ellington.
O romance de Burnett The Asphalt Jungle foi a base do filme de western The Badlanders (1958), dirigido por Delmer Daves, bem como do filme de blaxploitation Cool Breeze (1972), dirigido por Barry Pollack.
The Asphalt Jungle instigou o subgênero dos thriller criminais chamado filmes caper.  O filme francês de 1955 Rififi, que críticos como Leonard Maltin rotularam como o melhor filme de assalto da história, tiveram grande inspiração em The Asphalt Jungle.
Em 2008, The Asphalt Jungle foi selecionado para preservação no National Film Registry dos Estados Unidos pela Biblioteca do Congresso como sendo "culturalmente, historicamente, ou esteticamente significante."